# Nick Walker (artista)
Nick Walker (1969) è un writer britannico originario di Bristol.
I suoi dipinti presentano spesso un "vandalo" con la bombetta da gentiluomo e gli viene attribuito l'aver fatto parte del movimento stencil graffiti che Robert Del Naja ha iniziato negli anni '80 e che ha influenzato anche Banksy.
Walker ha ricreato le strade piene di graffiti di New York nel film di Stanley Kubrick Eyes Wide Shut e il suo lavoro è stato incluso anche in un video dei Black Eyed Peas.
Nel 2006 un'opera dipinta a spruzzo di Walker intitolata Moona Lisa è stata venduta per 54.000 sterline ad un'asta di Bonhams, mentre ad una mostra personale alla Black Rat Gallery di Londra nel 2008, sono state vendute opere d'arte per un valore 750.000 sterline, con dozzine di persone che si sono accampate fuori dalla galleria durante la notte.
Walker è stato uno dei principali partecipanti all'evento See No Evil del 2011 a Bristol, dove ha dipinto "forse il pezzo più sorprendente dell'evento", cioè uno dei suoi gentiluomini con la bombetta sul lato di una casa a torre in Nelson Street.
Walker è stato il primo artista residente del programma Quin Arts al Quin Hotel di New York, dove ha creato 15 pezzi originali per la collezione permanente dell'hotel durante la sua residenza nel 2013. Nel febbraio 2016 Walker è tornato al Quin per una mostra di immagini storiche e di un nuovo vocabolario di astrazione. Questa mostra personale, curata da DK Johnston, ha presentato 25 opere originali e ha aperto il programma Quin Arts dell'hotel per la stagione 2016. Nel novembre 2016, Walker si è unito a un gruppo di 14 artisti residenti in Quin Arts (tra cui Blek le rat, Pure Evil, The London Police) per usare una chitarra D'Angelico come "tela" per un salone di artisti.